# Новодівичий цвинтар (Москва)
Новоді́вичий цви́нтар, Новодіво́чий цвинтар, Новоді́виче кладовище (рос. Новоде́вичье кладбище) — один з найвідоміших цвинтарів у Москві.

## Історія

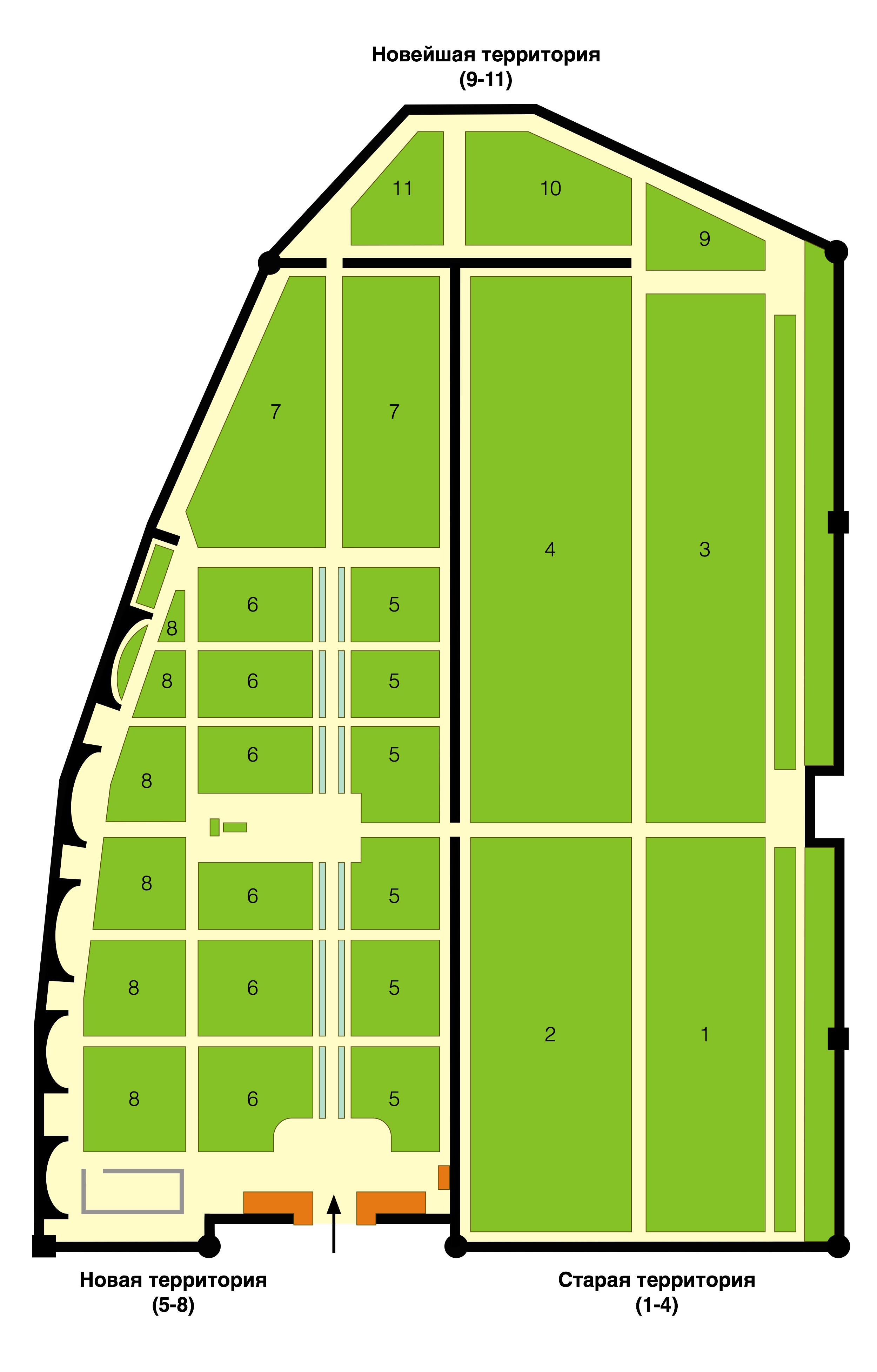
План-схема цвинтаря

Виникло в XVI столітті на території Новодівочого монастиря. В 1898–1904 р. територія цвинтаря була розширена й включила ділянку за південною стіною монастиря. Територія цвинтаря була так само значно розширена в 1949 році.
У XIX столітті на Новодівичому цвинтарі з'явились могили купців, письменників, музикантів, учених, а в XX столітті — відомих радянських та російських діячів науки, літератури, мистецтва, воєначальників, політиків, державних діячів.
Багато надгробків, наприклад, роботи скульпторів М. А. Андрєєва, С. Т. Коньонкова, Е. Й. Нєізвєстного являють самостійну художню цінність.

## Відомі особистості, що поховані на кладовищі

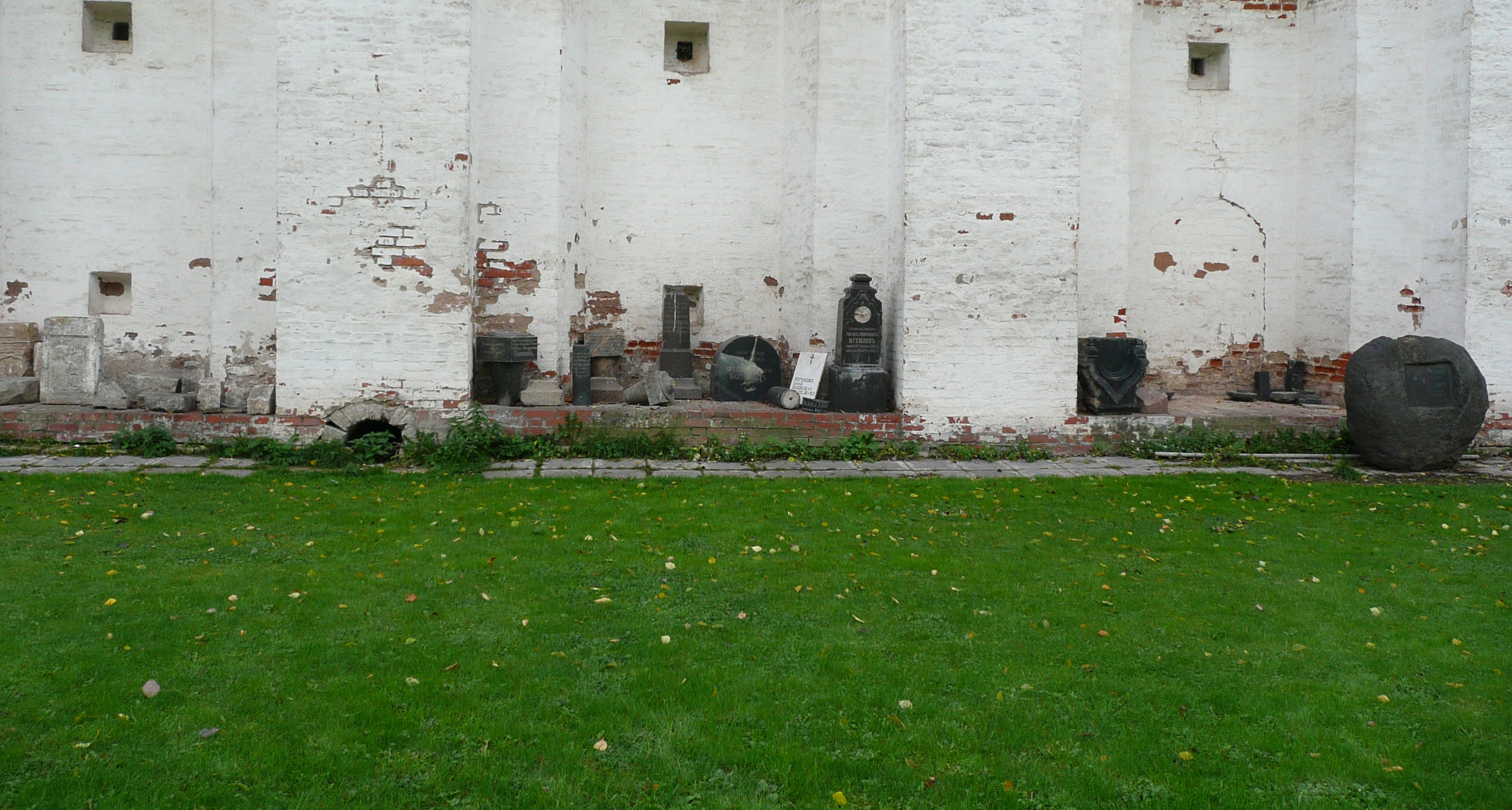
Надгробки з могил, знищених під час радянської «реконструкції» некрополя

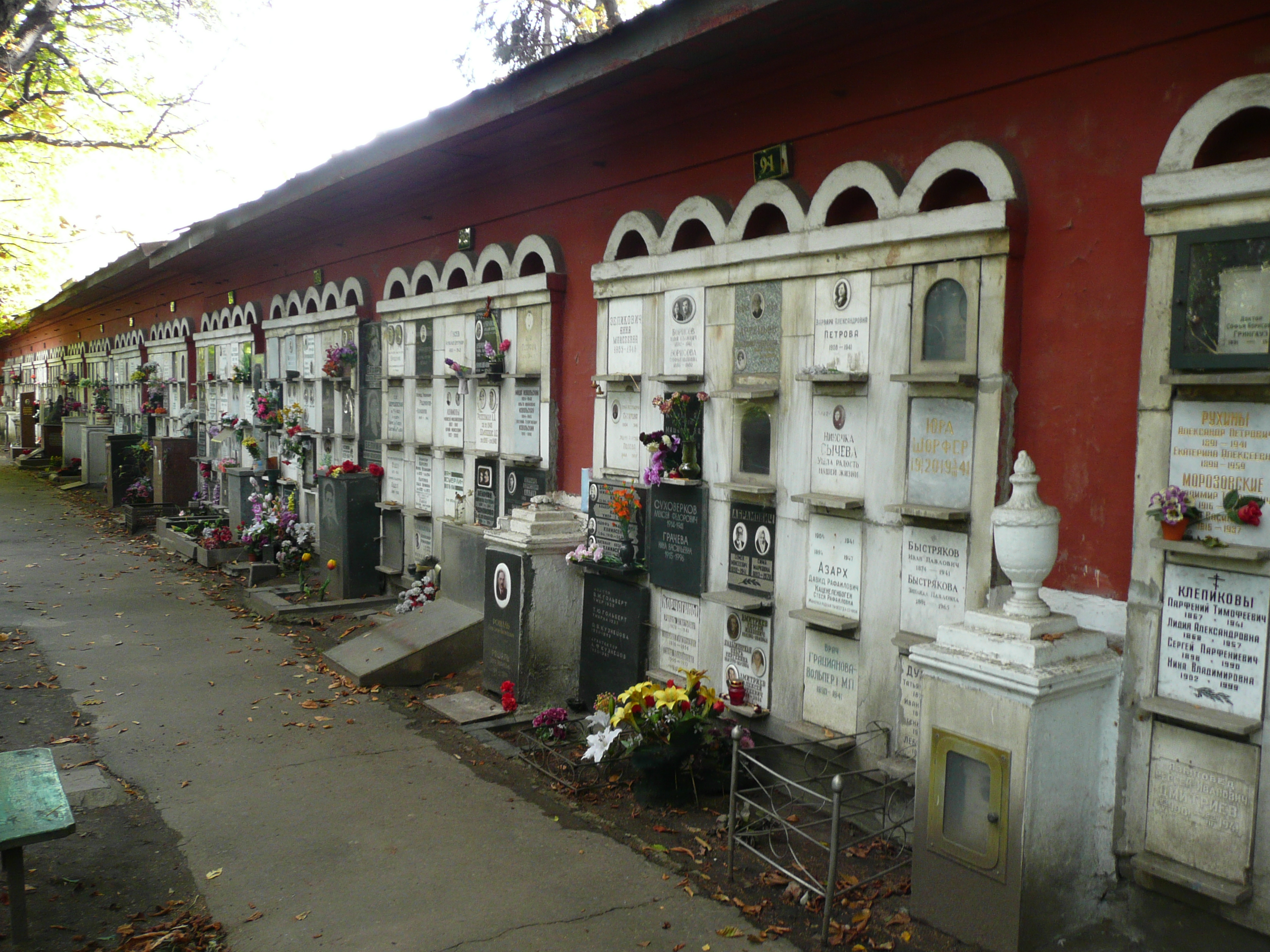
Стіна-колумбарій цвинтаря

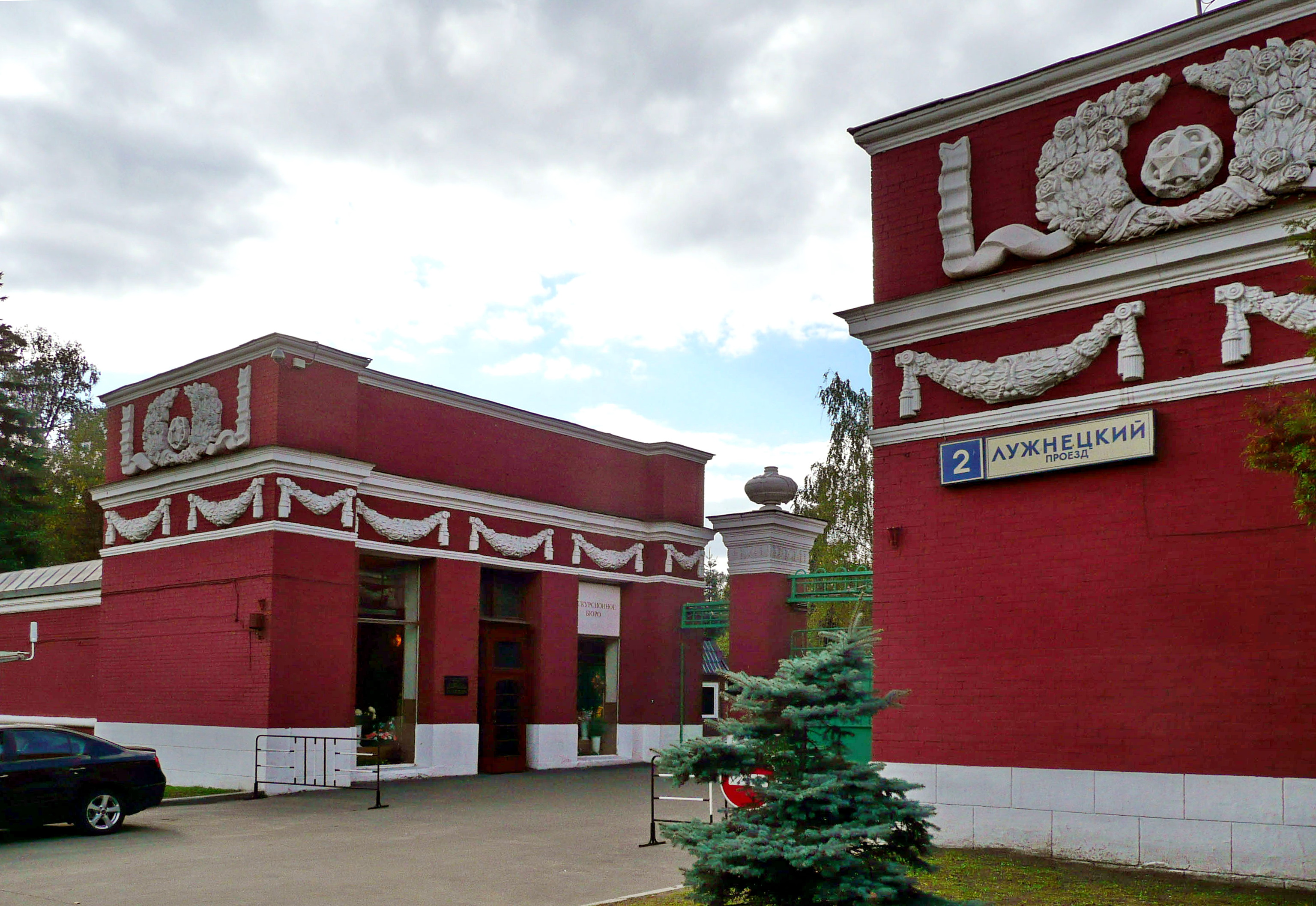
Пропілеї біля входу на цвинтар

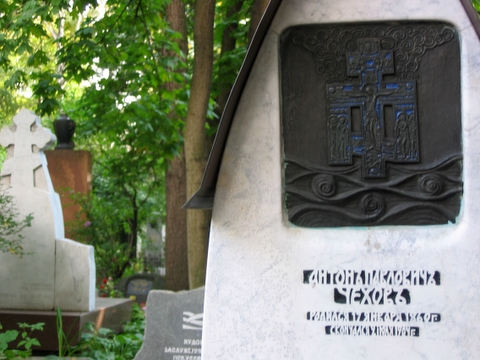
Могила А. П. Чехова

### Політичні діячі
- Булганін Микола Олександрович
- Горбачов Михайло Сергійович
- Громико Андрій Андрійович
- Єльцин Борис Миколайович
- Жириновський Володимир Вольфович
- Каганович Лазар Мойсейович
- Мікоян Анастас Іванович
- Молотов В'ячеслав Михайлович
- Підгорний Микола Вікторович
- Тихонов Микола Олександрович
- Хрущов Микита Сергійович
- Черномирдін Віктор Степанович
- Щербина Борис Євдокимович

### Письменники
- Валерій Брюсов
- М. О.Булгаков
- Гіляровський Володимир Олексійович
- Микола Васильович Гоголь
- Дем'ян Бєдний
- М. О. Островський
- С. Я. Маршак
- В. В. Маяковський
- О. С. Серафимович
- О. М. Толстой
- Плещеєв Олексій Миколайович
- Писемський Олексій Феофілактович
- Погодін Михайло Петрович
- Дмитро Фурманов

### Композитори
- Микола Рубинштейн
- Олександр Скрябін
- Сергій Прокоф'єв
- Альфред Шнітке
- Ян Френкель

### Режисери, актори, співаки
- Бабочкін Борис Андрійович
- Володимир Бєлокуров
- Сергій Бондарчук
- Анатолій Папанов
- Євген Вахтангов
- Вертинський Олександр Миколайович
- Людмила Гурченко
- Георгій Данелія
- Ксенія Держинська
- Дмоховська Анна Михайлівна
- Касаткіна Людмила Іванівна
- Василь Качалов
- Лев Кулєшов
- Олександр Михайлов
- Володимир Немирович-Данченко
- Ельдар Рязанов
- Ія Саввіна
- Костянтин Станіславський
- В'ячеслав Тихонов
- Тодоровський Петро Юхимович
- Федір Шаляпін
- Клавдія Шульженко
- Олег Табаков
- Станіслав Говорухін
- Володимир Меньшов

### Художники
- Юон Костянтин Федорович

### Фольклористи
- Казьмін Петро Михайлович — Народний артист СРСР.

### Вчені
- М. Н. Бурденко
- С. І. Вавилов
- В. І. Вернадський
- О. В. Вінтер
- В. Л. Комаров
- В. О. Легасов
- А. М. Люлька
- В. О. Обручев
- Г. М. Панкратова
- С. Л. Соболєв
- О. І. Стражев

### Герої Радянського Союзу
- Амет-Хан Султан
- Борових Андрій Єгорович
- Бєляєв Павло Іванович, космонавт
- Горбатюк Євген Михайлович
- Єгоров Борис Борисович, космонавт
- Зоя Космодем'янська
- Кошовий Петро Кирилович, маршал
- Маресьєв Олексій Петрович
- Павличенко Людмила Михайлівна, снайпер
- Родимцев Олександр Ілліч
- Тюленєв Іван Володимирович, генерал армії
- Черняховський Іван Данилович
- Чуваков Микита Омелянович
- Ширшов Петро Петрович, полярний дослідник

### Спортсмени
- Брумель Валерій Миколайович

### Діячі КПРС
- Попов Дмитро Михайлович
- Сафонов Григорій Миколайович
- Руденко Роман Андрійович
- Бочков Віктор Михайлович

### Військовики
- Давидов Денис Васильович
- Трубецькой Сергій Петрович
- Муравйов Олександр Миколайович
- Шавельський Василь Геннадійович